# III. János moldvai fejedelem
III. János, más néven Kegyetlen vagy Örmény János, Ivonia (románul: Ioan Vodă cel Cumplit), (1521 k. – 1574. június 13./14.) moldvai fejedelem 1572 februárja és 1574 júniusa között.
A szultán IV. Bogdán helyébe a lengyel eredetű, de Konstantinápolyban muzulmánná lett kalandor Ivoniát ültette 1572-ben. 1574-ben – főleg kozákokból álló – csapata élén megkísérelte a török befolyást lerázni magáról. Foksány közelében megveri a törököket, néhány napra Bukarestet is megszállja, de két hónappal később csatát veszít, országát megszállják a tatár hordák, őt pedig megölik a törökök.